# Tropidoderus
Tropidoderus é um género de bicho-pau pertencente à família Phasmatidae.
As espécies deste género podem ser encontradas na Austrália.
Espécies:
- Tropidoderus childrenii (G.R.Gray, 1833)
- Tropidoderus exiguus Redtenbacher, 1908
- Tropidoderus gracilifemur (Sjöstedt, 1918)
- Tropidoderus michaelseni Werner, 1912
- Tropidoderus prasina (Sjöstedt, 1918)
- Tropidoderus rhodomus McCoy, 1882
- Tropidoderus viridis Montrouzier, 1855